# Willem Jan op 't Hof
Willem Jan op 't Hof (Rotterdam, 20 oktober 1947) is een Nederlandse predikant en hoogleraar aan de Vrije Universiteit Amsterdam. Sinds april 2013 is hij emeritus-predikant.

## Levensloop
Op 't Hof slaagde in 1971 voor het kerkelijk examen van de Nederlandse Hervormde Kerk aan de toenmalige Rijksuniversiteit Utrecht. In 1972 behaalde hij daar aan de Faculteit der Godgeleerdheid van de Universiteit het doctoraal examen met als hoofdvak Geschiedenis van het gereformeerd Protestantisme. In 1973 werd hij tot predikant bevestigd in de Hervormde gemeente van Hedel. In 1979 werd Op 't Hof beroepen door de Hervormde gemeente van Ouddorp, een grote gemeente met circa 4000 leden, een beroep dat hij aannam. Ondanks de drukke werkzaamheden promoveerde hij in 1989 aan de Faculteit der Godgeleerdheid van de Universiteit te Utrecht op een proefschrift over Nederlandse vertalingen van Puritanistica. In 1989 vertrok hij van Ouddorp naar de Hervormde gemeente te Nederhemert.
Per 1 mei 2004 ging Op 't Hof met zijn kerkenraad niet mee naar de Protestantse Kerk in Nederland maar sloot zich aan bij de Hersteld Hervormde Kerk. Op 1 september 2005 werd hij benoemd tot bijzonder hoogleraar in de geschiedenis van het gereformeerd piëtisme aan de Vrije Universiteit te Amsterdam aan het Hersteld Hervormd Seminarie. Op 4 oktober 2005 hield hij zijn inaugurele rede over het gereformeerd piëtisme. In 2007 werd Op 't Hof predikant bij de Hersteld Hervormde gemeente (Elim) op Urk.
In 2013 is Op 't Hof met emeritaat gegaan. In januari 2019 ondertekende hij mede als emeritus aan de VU de omstreden Nashvilleverklaring, hoewel volgens een woordvoerder van de VU de universiteit "helemaal niets met Nashville heeft".

## Publicaties
- 2023. Encyclopedie Nadere Reformatie. Deel 5 (Thema's S-Z). Eindredacteur
- 2023. Encyclopedie Nadere Reformatie. Deel 4 (Thema's L-R). Eindredacteur
- 2020. Encyclopedie Nadere Reformatie. Deel 3 (Thema's A-K). Eindredacteur
- 2016. Encyclopedie Nadere Reformatie. Deel 2 (Biografieën L-Z). Eindredacteur
- 2015. Encyclopedie Nadere Reformatie. Deel 1 (Biografieën A-K). Eindredacteur
- 2008. Willem Teellinck (1579-1629): leven, geschriften en invloed.
- 2007. Willem Teellinck: de vader van de Nadere Reformatie.
- 2005. Het gereformeerd piëtisme. Uitgewerkte tekst van inaugurele rede Vrije Universiteit Amsterdam.
- 2001. Het puritanisme: geschiedenis, theologie en invloed. Met W. van 't Spijker en R. Bisschop.
- 1993. Bibliografische lijst van de geschriften van Willem Teellinck.
- 1991. Voorbereiding en bestrijding: de oudste gereformeerde piëtistische voorbereidingspreken tot het Avondmaal en de eerste bestrijding van de Nadere Reformatie in druk.
- 1987. Engelse piëtistische geschriften in het Nederlands, 1598-1622. Proefschrift Utrecht.
- 1984. De visie op de Joden in de Nadere Reformatie: tijdens het eerste kwart van de zeventiende eeuw.